# Luis Zahera

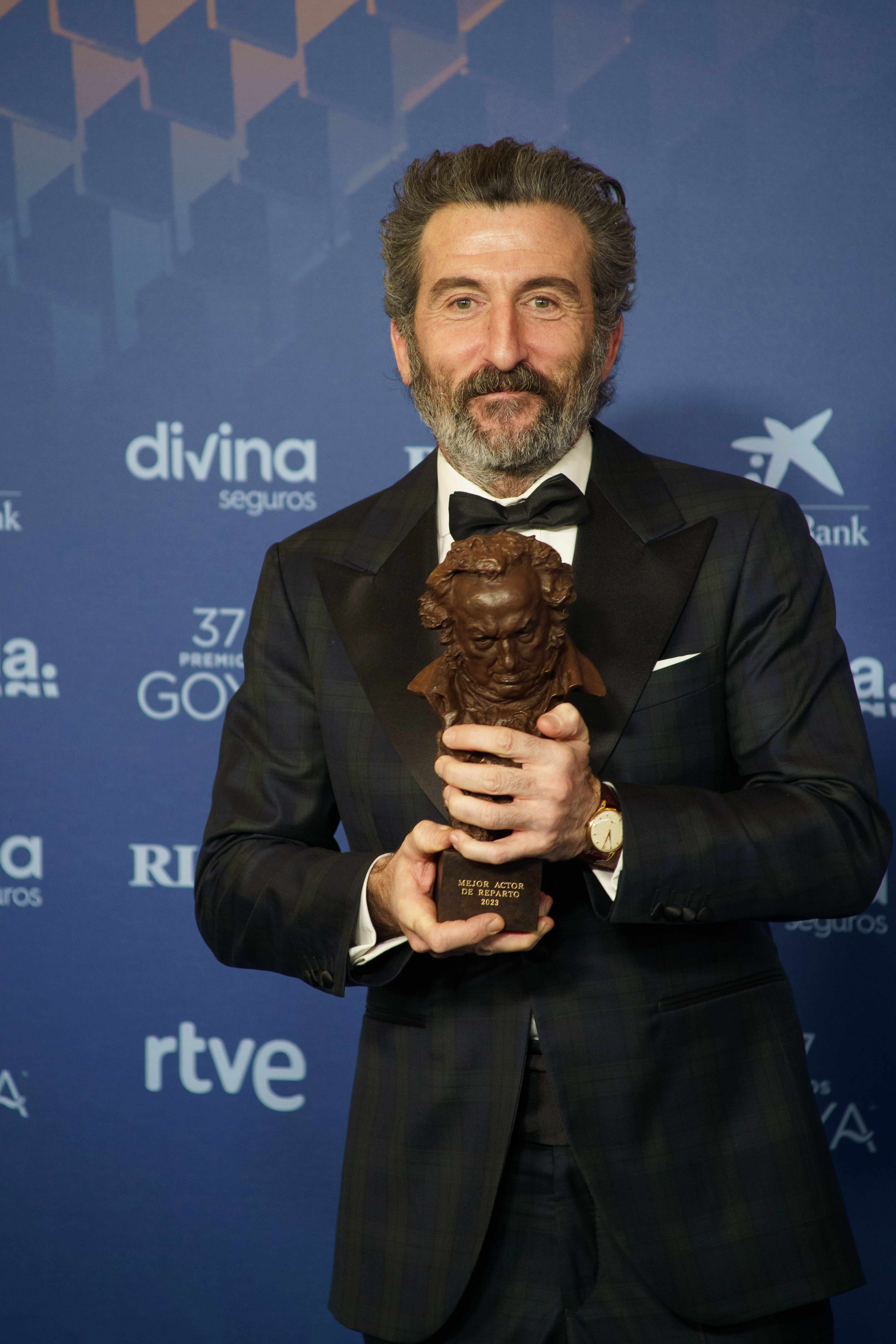
Luis Zahera (2023)

Luis Zahera (* 23. Mai 1966 in Santiago de Compostela, Galicien; bürgerlich José Luis Castro Zahera) ist ein spanischer Schauspieler. Er ist bekannt für seine Charakterdarstellungen in Film und Fernsehen, insbesondere für Nebenrollen mit intensiven Persönlichkeiten. Zahera wurde mit zwei Goya-Preisen als bester Nebendarsteller ausgezeichnet: 2019 für El reino und 2023 für As bestas.

## Leben und Karriere
Zahera begann seine Schauspielkarriere in den späten 1980er Jahren mit einem Auftritt in Divinas palabras (1987) von José Luis García Sánchez. In seiner Heimatregion Galicien wurde er durch die Fernsehserie Mareas vivas bekannt, in der er die Rolle des Petróleo spielte.

## Filmografie

### Film
- 1987: Divinas palabras
- 2009: Celda 211
- 2016: Que Dios nos perdone
- 2018: El reino
- 2019: Mientras dure la guerra
- 2022: As bestas
- 2023: Infiesto
- 2024: El correo

### Fernsehen
- 1998–2002: Mareas vivas
- 2008: Sin tetas no hay paraíso
- 2018–2020: Vivir sin permiso
- 2022–2024: Entrevías

## Auszeichnungen
- 2019: Goya – Bester Nebendarsteller für El reino
- 2023: Goya – Bester Nebendarsteller für As bestas
- 2023: Medalla de Oro al Mérito en las Bellas Artes